# もう止まらない
『もう止まらない』（もうとまらない）は日本のロックバンド、SLAP STICKSによる楽曲。転じて、同楽曲が収録された同バンドにおける2枚目のシングルの名称である。ここでは併せて解説する。

## 概要
朝日放送制作・テレビ朝日系アニメ『魔法陣グルグル』のエンディングテーマとなり、SLAP STICKSのシングルで唯一オリコンチャートに入った曲である。

## シングル
前作「君のかけら」から2ヵ月後の1995年5月10日にWEA Japanより発売された。規格品番はWPD6-9033。
このシングルに収録されている2曲は、1995年3月25日に発売されたアルバム『Free Size Market』に収録されている。

### 収録曲
1. もう止まらない（作詞：多田紀彦、作曲：立井幹也）
2. Runaway（作詞・作曲：SLAP STICKS）
3. もう止まらない (Original Karaoke)

### 演奏者
- 小林正俊 - ボーカル
- 多田紀彦 - ギター
- 雨奥崇訓 - ベース
- 立井幹也 - ドラムス
- 奥迫博俊 - キーボード